# Туикенем (стадион)
Стадион «Туи́кенем» (англ. Twickenham Stadium;[ˈtwɪkənəm]; в Англии обычно просто «Туикенем» или «Туикерс» англ. Twickers, в России чаще «Твикенхэм») — стадион, находящийся в предместье Лондона Туикенеме, расположенном в боро Ричмонд-на-Темзе. Стадион является крупнейшим в мире чисто регбийным стадионом, вместимость которого не так давно была увеличена до 82 000 мест, что в свою очередь сделало его вторым крупнейшим стадионом Великобритании, после стадиона Уэмбли и пятым в Европе.
Стадион является резиденцией для Регбийного союза (Rugby Football Union), и в первую очередь местом для проведения соревнований по регби и домашних тест-матчей национальной сборной Англии по регби, а также игр Чемпионата Англии Aviva Premiership, Англо-Валлийского кубка LV Cup, кубка Хейнекен и турнира по регби-7 Middlesex Sevens. Стадион признан иконой английского регби и в сезоне 2009/2010 отпраздновал своё столетие. Сто лет со дня проведения на Туикенеме первого международного матча в 1910 были отмечены выпуском специальной памятной регбийки для тест-матча в рамках Кубка 6 Наций против команды Уэльса 6 февраля 2010, а также выпуском юбилейной книги «Туикенем — 100 лет штаб-квартире регби» (англ. Twickenham – 100 Years of Rugby's HQ).
Хотя стадион используется прежде всего для регби, на нём также проводился ряд других событий, такие как концерты групп Iron Maiden, Bon Jovi, Genesis, U2, The Rolling Stones, The Police, Eagles, R.E.M., Lady Gaga в рамках The Born This Way Ball Tour. Кроме того на Туикенеме проводился финал Кубка вызова по регбилиг. И уже более 50 лет на стадионе проводят свои ежегодные съезды Свидетели Иеговы.
Центральный стадион Чемпионата мира по регби 2015.